# Statuenmenhir von Luzzipeu

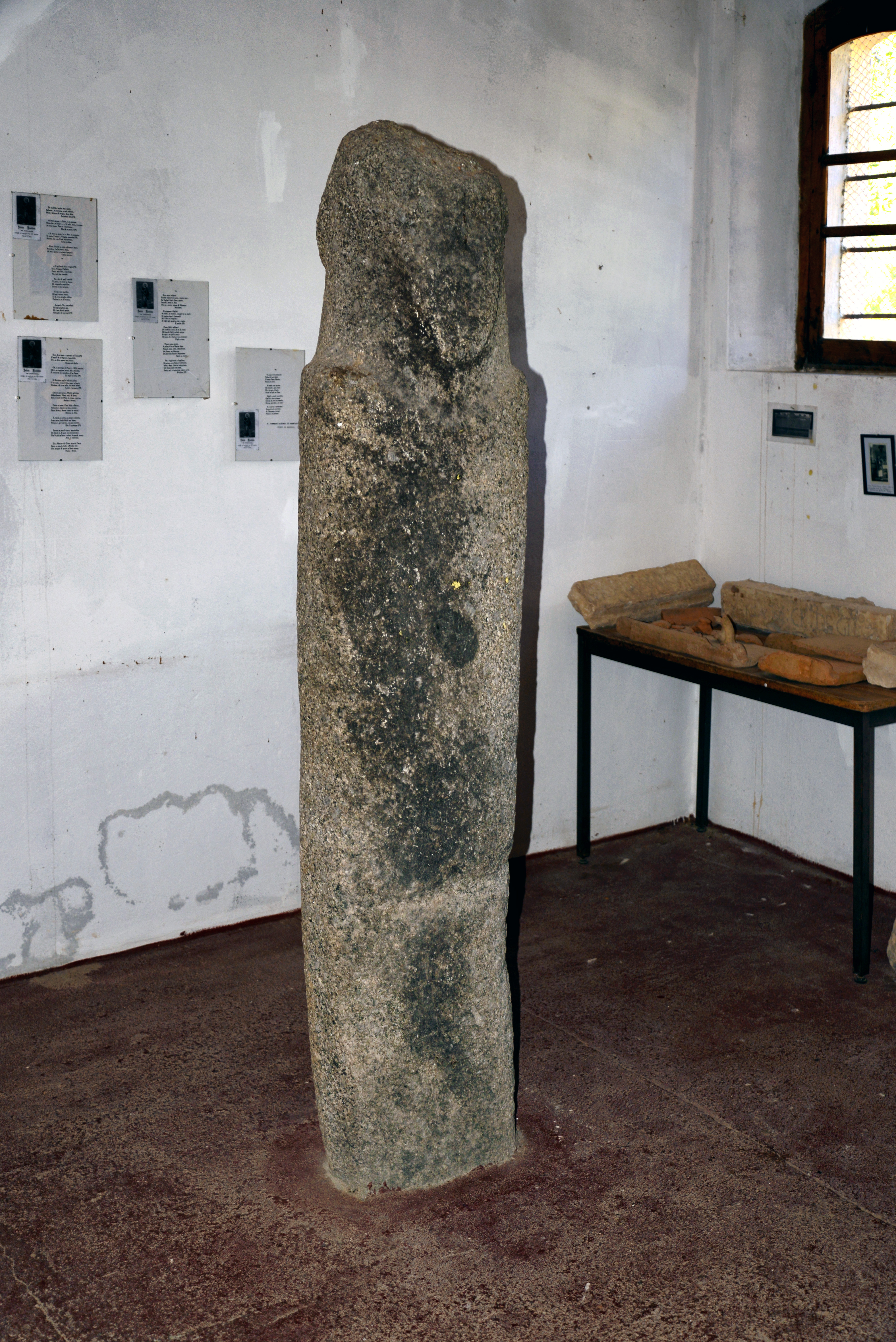
Statuenmenhir von Luzzipeu

Der Statuenmenhir von Luzzipeu (auch Statuenmenhir von Urtacciu genannt) steht im Amtszimmer der Chapelle Santa Ristituta (Sainte Restitude), nahe der Straße D 151, etwa eineinhalb Kilometer nordöstlich von Calenzana bei Montegrosso im Département Haute-Corse auf der französischen Mittelmeerinsel Korsika. 

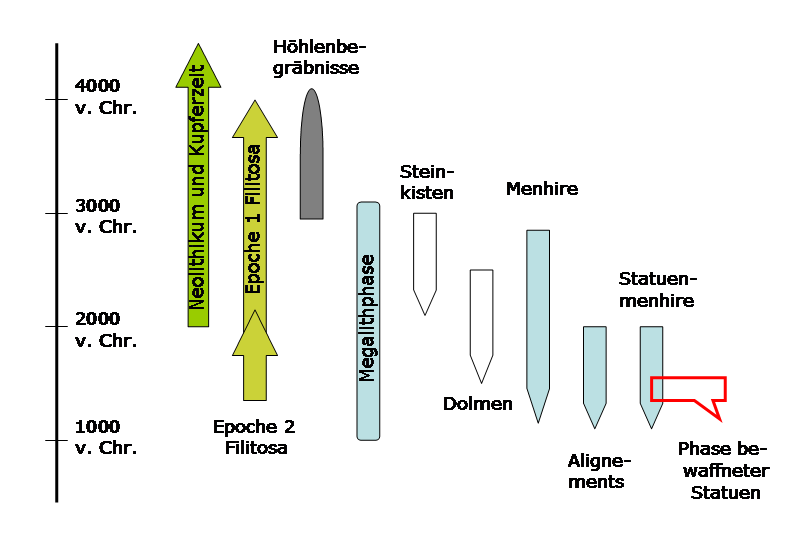
Die neolithische Phasen auf Korsika vor Beginn der Torre-Kultur

Der gesichtslose Menhir ist einer von 16 Statuenmenhiren im Département. Luzzipeu ist ein Ort mit zahlreichen archäologischen Rätseln. Im nahen Teghja di Linu II, einer umfangreichen Fundstelle, wurde 1999 das gut erhaltene Fragment eines weiteren Statuenmenhirs gefunden. Der Schlüssel zur Kapelle ist im Dorf zu erhalten. Aber das Büro, in dem der Statuenmenhir steht, ist verschlossen, so dass er nur durch die Fenster zu sehen ist.